# Kiotina albopila
Kiotina albopila är en bäcksländeart som först beskrevs av Wu, C.F. 1948.  Kiotina albopila ingår i släktet Kiotina och familjen jättebäcksländor. Inga underarter finns listade i Catalogue of Life.